# О̂ (кирилиця)
О̂, о̂ (О з циркумфлексом) - літера розширеної кирилиці.

## Використання
Раніше використовувалася у Максимовичівці, де позначала звуки [i] на місці етимологічного [o], та звук [w], наприклад: Ніж - но̂жъ, ніжка - но̂жка.
В деяких русинських орфографіях використовується і донині.
У польській кирилиці відповідала латинській літері Ó.